# Гімнастика на літніх Олімпійських іграх 1932
Змагання з гімнастики на літніх Олімпійських іграх 1932 в Лос-Анджелесі тривали з 8 до 12 серпня на Олімпійському стадіоні. Змагалися лише чоловіки. Розіграно 11 комплектів нагород у спортивній гімнастиці.

## Медальний залік
| Дисципліни          | Золото                                                                                  | Срібло                                                              | Бронза |
| ------------------- | --------------------------------------------------------------------------------------- | ------------------------------------------------------------------- | --- |
| Абсолютна першість  | Ромео Нері (ITA)                                                                        | Іштван Пелле (HUN)                                                  | Гейккі Саволайнен (FIN)                                                                                     |
| Командна першість   | Італія (ITA) Оресте Капуццо Савіно Гульєльметті Маріо Лертора Ромео Нері Франко Тоньїні | США (USA) Гренк Гоболд Френк Каміскі Ел Йохім Фред Меєр Майкл Шулер | Фінляндія (FIN) Маурі Нюберґ-Норома Ільмарі Пакарінен Гейккі Саволайнен Ейнарі Терясвірта Мартті Уосіккінен |
| Вільні вправи       | Іштван Пелле (HUN)                                                                      | Жорж Міз (SUI)                                                      | Маріо Лертора (ITA)                                                                                         |
| Перекладина         | Даллас Бікслер (USA)                                                                    | Гейккі Саволайнен (FIN)                                             | Ейнарі Терясвірта (FIN)                                                                                     |
| Індійські булави    | Джордж Рот (USA)                                                                        | Філіп Еренберґ (USA)                                                | Вільям Кюлемаєр (USA)                                                                                       |
| Паралельні бруси    | Ромео Нері (ITA)                                                                        | Іштван Пелле (HUN)                                                  | Гейккі Саволайнен (FIN)                                                                                     |
| Кінь                | Іштван Пелле (HUN)                                                                      | Омеро Бонолі (ITA)                                                  | Гренк Гоболд (USA)                                                                                          |
| Кільця              | Джордж Ґулак (USA)                                                                      | Білл Дентон (USA)                                                   | Джованні Латтуада (ITA)                                                                                     |
| Лазіння по канату   | Реймонд Басс (USA)                                                                      | Вільям Ґелбрейт (USA)                                               | Томас Ф. Конноллі (USA)                                                                                     |
| Акробатичні стрибки | Роуленд Вулф (USA)                                                                      | Ед Ґросс (USA)                                                      | Вільям Геррманн (USA)                                                                                       |
| Опорний стрибок     | Савіно Гульєльметті (ITA)                                                               | Ел Йохім (USA)                                                      | Ед Кармайкл (USA)                                                                                           |

## Країни-учасниці
Змагалися 46 гімнастів з 7-ми країн:
- Фінляндія (5)
- Угорщина (4)
- Італія (7)
- Японія (6)
- Мексика (4)
- Швейцарія (1)
- США (20)

## Таблиця медалей
| Місце               | Країна              | Золото | Срібло | Бронза | Загалом |
| ------------------- | ------------------- | ------ | ------ | ------ | ------- |
| 1                   | США (USA)           | 5      | 6      | 5      | 16      |
| 2                   | Італія (ITA)        | 4      | 1      | 2      | 7       |
| 3                   | Угорщина (HUN)      | 2      | 2      | 0      | 4       |
| 4                   | Фінляндія (FIN)     | 0      | 1      | 4      | 5       |
| 5                   | Швейцарія (SUI)     | 0      | 1      | 0      | 1       |
| Загалом (5 збірних) | Загалом (5 збірних) | 11     | 11     | 11     | 33      |